# محمد أبو عبد
محمد علي أبو عبد هو لاعب كرة قدم سعودي يلعب حاليًا في نادي العدالة.